# Kleine Mausschwanzfledermaus

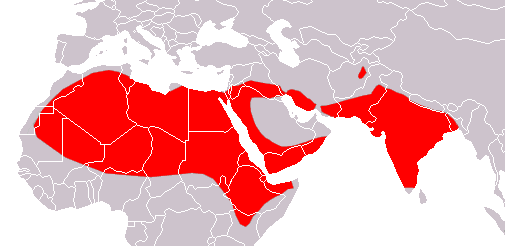
Verbreitungsgebiet der Kleinen Mausschwanzfledermaus

Die Kleine Mausschwanzfledermaus (Rhinopoma hardwickii) ist ein in Afrika und Südasien verbreitetes Fledertier in der Gattung der Mausschwanzfledermäuse. Das Typusexemplar stammt aus Indien und dort vermutlich aus Bengalen. Der Artzusatz im wissenschaftlichen Namen ehrt den britischen General und Zoologen Thomas Hardwicke. Deswegen wäre die korrekte Schreibweise hardwickei, doch in der Originalbeschreibung wurde hardwickii verwendet.

## Merkmale
Diese Art ist der Muscat-Mausschwanzfledermaus (Rhinopoma muscatellum) sehr ähnlich. Sie wird mit Schwanz 119 bis 141 mm lang, wobei der Schwanz 57 bis 70 mm einnimmt und die Unterarme sind 52,4 bis 56 mm lang. Es sind 12 bis 15 mm lange Hinterfüße und 18 bis 21 mm lange Ohren vorhanden. Typisch sind eine Schwanzspitze, die aus der Schwanzflughaut herausragt und Ohren, die auf der Stirn mit einem Hautstreifen verbunden sind. Der Scheitelkamm ist nur undeutlich entwickelt. Es sind ein kleines dreieckiges Nasenblatt und ein gut entwickelter Tragus vorhanden. Die Zahnformel lautet I 1/2, C 1/1, P 1/2, M 3/3, was 28 Zähne im Gebiss ergibt. Die Oberseite ist mit kurzem graubraunem Fell bedeckt und die Unterseite ist etwas heller. Im Gesicht befinden sich mehrere Drüsen. Bei Weibchen kommen zwei funktionale Zitzen auf der Brust und zwei funktionslose Zitzen auf dem Bauch vor. Der diploide Chromosomensatz enthält 36 Chromosomen (2n=36).

## Verbreitung
Das Verbreitungsgebiet reicht in Afrika von der Sahelzone, vom südlichen Atlasgebirge und von Äthiopien bis zum Roten Meer und zum Mittelmeer. Weitere Populationen leben auf der südlichen und westlichen Arabischen Halbinsel, von der Levante über den Mittleren Osten bis nach Afghanistan, Indien und Bangladesch. Die Kleine Mausschwanzfledermaus hält sich im Flachland und in Gebirgen bis 1100 Meter Höhe auf. Das Habitat variiert zwischen Halbwüsten, Grasflächen und Buschländern. Typische Gewächse im Revier zählen zur Gattung Tamarisken (Tamarix) oder zum gewöhnlichen Oleander (Nerium oleander).

## Lebensweise
Die nachtaktiven Exemplare ruhen am Tage in trockenen Höhlen, Tunneln, Felsspalten, Ruinen oder unter Felsüberhängen. Die Tiere halten im Versteck etwas Abstand voneinander. Der Flug entspricht einem kleinen Vogel mit Gleitphasen und Flatterphasen. Die Rufe zur Echoortung sind etwa 48 Millisekunden lang und variieren in ihrer Melodie zwischen Einzelflügen, Gruppenflügen und Phasen vor der Landung. Diese Fledermaus jagt kleine Insekten wie Käfer und Zweiflügler. In den genutzten Höhlen können sich auch die Große Mausschwanzfledermaus, die Muscat-Mausschwanzfledermaus, die Arabische Breitflügelfledermaus (Eptesicus nasutus), die Weißrandfledermaus, die Arabische Hufeisennase (Rhinolophus clivosus), die Lander-Hufeisennase (R. landeri), Geoffroys Dreizackblattnase, die Ägyptische Grabfledermaus oder die Ägyptische Schlitznase aufhalten. Diese Fledermaus hält keine Winterruhe und legt vor der kalten Jahreszeit Fettreserven an. Im Sudan untersuchte Weibchen waren im März mit einem Embryo trächtig und hatten im August aktive Milchdrüsen. In Indien finden die Geburten im Juni und Juli statt.

## Gefährdung
Regional können sich Störungen am Ruheplatz und der Einsatz von Insektenbekämpfungsmitteln negativ auswirken. Die Gesamtpopulation gilt als stabil, so dass die Art von der IUCN als nicht gefährdet (least concern) gelistet wird.